# KPMG
KPMG, «КПМГ» — международная сеть аудиторских и консалтинговых фирм, возглавляемая компанией KPMG International Limited. Входит в «большую четвёрку» аудиторских компаний. Основана в 1987 году путём слияния американской аудиторской компании Peat Marwick и нидерландской Klynveld Main Goerdeler (KMG). Международная штаб-квартира расположена в Лондоне (Великобритания).
Численность сотрудников KPMG составляет более 219 000 человек (2019). Работает в сфере аудита, бухгалтерского учёта, международного налогообложения, трансфертного ценообразования, финансового консультирования, юридических услуг и риск-менеджмента.

## История

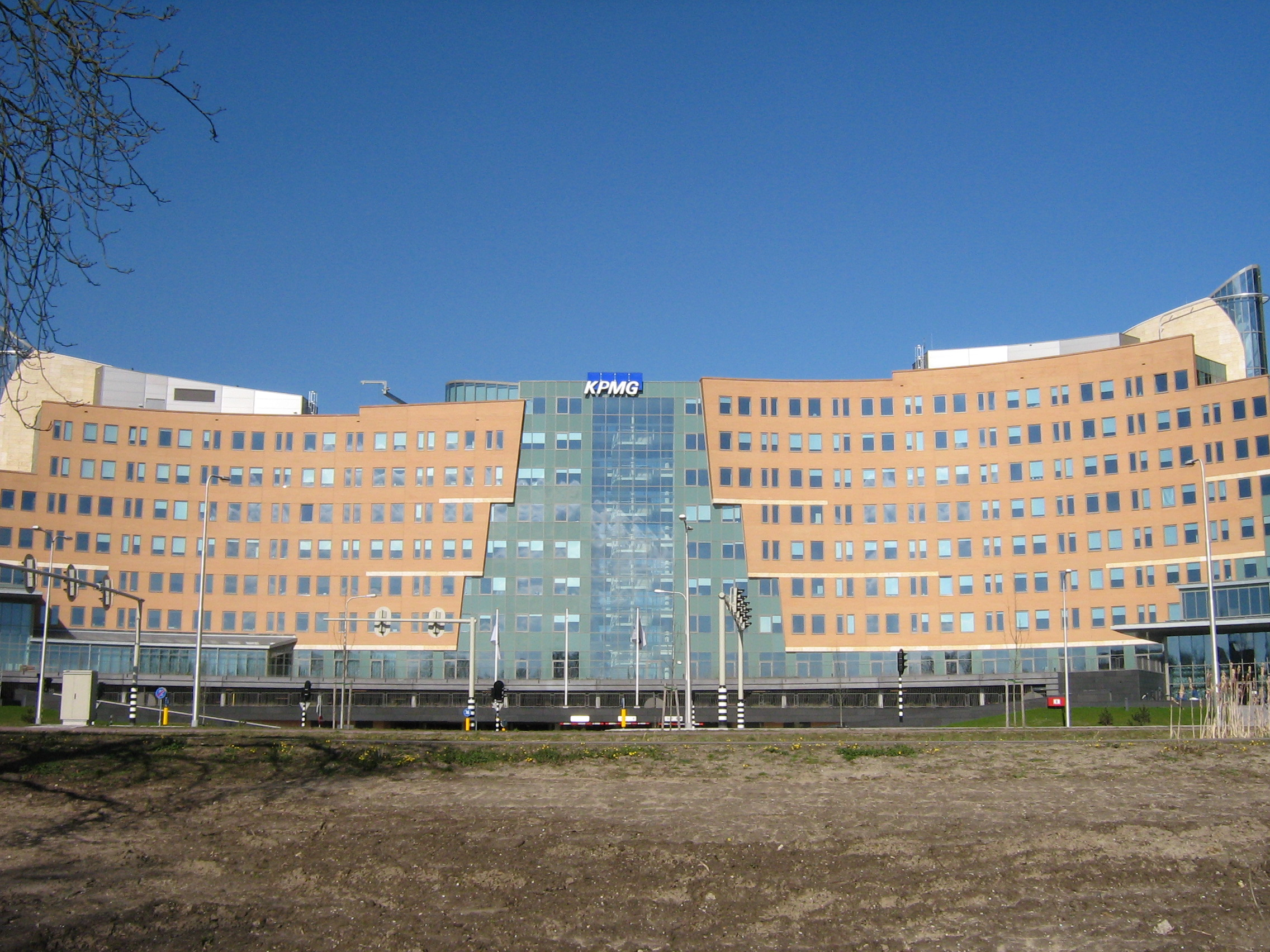
Офис в Амстелвене (Нидерланды), бывшая штаб-квартира

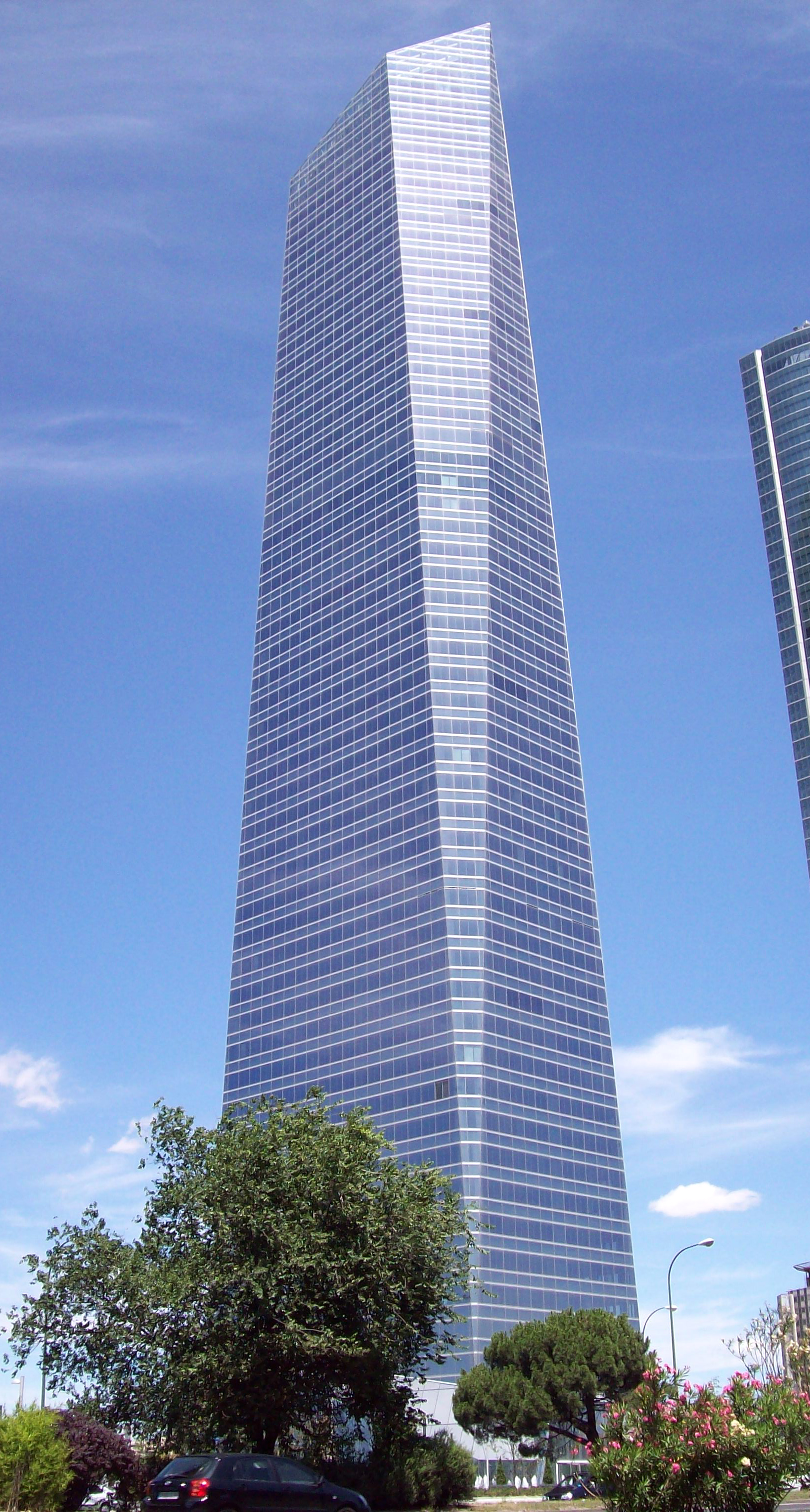
«Стеклянная башня», второе по высоте здание Испании, здесь 1900 сотрудников KPMG занимают 20 000 м² на 17 этажах

Один из двух основных предшественников был основан в 1897 году в Нью-Йорке под названием Marwick, Mitchell & Company; учредителями этой компании были Джеймс Марвик и Роджер Митчелл. В 1911 году эта компания объединилась с британской аудиторской фирмой, возглавляемой Уильямом Баркли Питом. Образовавшаяся компания называлась Peat, Marwick, Mitchell & Company.
К началу 1970-х годов Peat Marwick стала крупнейшей аудиторской фирмой США. В 1978 году для развития международной сети аудиторских фирм была создана компания Peat Marwick International. В 1979 году выручка Peat Marwick достигла 673,8 млн долларов. В 1984 году была куплена фирма W.O. Daley & Company, которая базировалась во Флориде.
Вторая составляющая была основана в 1917 году Питом Клейнвелдом в Амстердаме. Позднее он объединил свою фирму с бизнесом Крайенхофа под названием Klynveld Kraayenhof & Co. В 1979 году произошло слияние трёх фирм: Klynveld Kraayenhof & Co. (Нидерланды), Main Hurdman & Cranstoun (США) и Deutsche Treuhandgesellschaft (Германия); они объединились в группу независимых национальных фирм KMG (Klynveld Main Goerdeler).
В начале 1987 года произошло слияние KMG и Peat Marwick, в результате которого образовалась крупнейшая в мире аудиторская сеть фирм Klynveld Peat Marwick Goerdeler (сокращённо — KPMG). Её годовая выручка составляла 2,7 млрд долларов, из них 1,7 млрд долларов приходилось на США, в ней работало 58,2 тыс. сотрудников, включая 5560 партнёров. К 1997 году выручка выросла до 10,4 млрд долларов, в значительной мере за счёт роста подразделения консультационных услуг. В мае 1999 года была куплена калифорнийская консультационная компания Softline Consulting & Integrators, Inc.
В 2001 году KPMG выделила американскую консалтинговую фирму KPMG Consulting в самостоятельную публичную компанию, получившую название BearingPoint; в начале 2009 года эта фирма обанкротилась, её активы приобрели компании Deloitte, PricewaterhouseCoopers и другие. В 2002 году британская и нидерландская консалтинговые фирмы были проданы Atos Origin. В 2003 году юридическое подразделение Klegal было расформировано, а консультативная служба KPMG по спорам отошла к FTI Consulting.
В октябре 2007 году фирмы сети KPMG в Великобритании, Германии, Швейцарии и Лихтенштейне объединились в KPMG Europe LLP. Позднее к этому объединению присоединились фирмы-члены из Испании, Бельгии, Нидерландов, Люксембурга, СНГ (Россия, Украина, Кыргызстан, Казахстан, Армения и Грузия), Турции, Норвегии и Саудовской Аравии.
С февраля 2020 года головная компания сети, KPMG International Limited, базируется в Лондоне.

## Структура и руководство
Головной организацией является компания KPMG International Limited. Эта компания координирует работу группы KPMG, состоящей из большого количества независимых фирм, которые подчиняются законодательству тех государств, в которых они зарегистрированы и осуществляют деятельность.
KPMG International возглавляется следующими лицами:
- Уильям (Билл) Томас, председатель KPMG International и на территории Америки
- Алан Бакл, заместитель председателя KPMG International
- Рольф Нонненмахер, председатель на территории Европы, Ближнего Востока, Африки и Индии
- Хидэё Утияма, председатель на территории Азии и Океании

## Деятельность
Выручка за 2023/24 финансовый год составила 38,4 млрд долларов, из них на Америку пришлось 15,2 млрд долларов, на Европу, Ближний Восток и Африку — 17,2 млрд долларов, на Азиатско-Тихоокеанский регион — 6 млрд долларов. Наибольшую долю в выручке имели консультационные услуги (16,3 млрд долларов), далее следовали аудиторские услуги (13,4 млрд долларов) и налоговые консультации (8,7 млрд долларов). По размеру выручки KPMG в «большой четвёрке» занимала последнее место.
Подразделения:
- Advisory — управленческий консалтинг;
- Audit — независимый аудит финансовой отчётности и отчётов о корпоративной социальной ответственности;
- Tax & Legal Services — консультации по вопросам оптимизации налогообложения и права.

По состоянию на сентябрь 2024 года в сети KPMG работало 275,3 тыс. человек, из них 157 тыс. — в Европе и на Ближнем Востоке, 62 тыс. — в Америке, 56 тыс. — в Азиатско-Тихоокеанском регионе. От этого числа 13 410 человек были партнёрами фирм.
KPMG входит в рейтинг 100 лучших работодателей США, который каждый год публикует Fortune. В рейтинге 2014 года она заняла 63 место, обогнав все остальные компании «большой четверки».

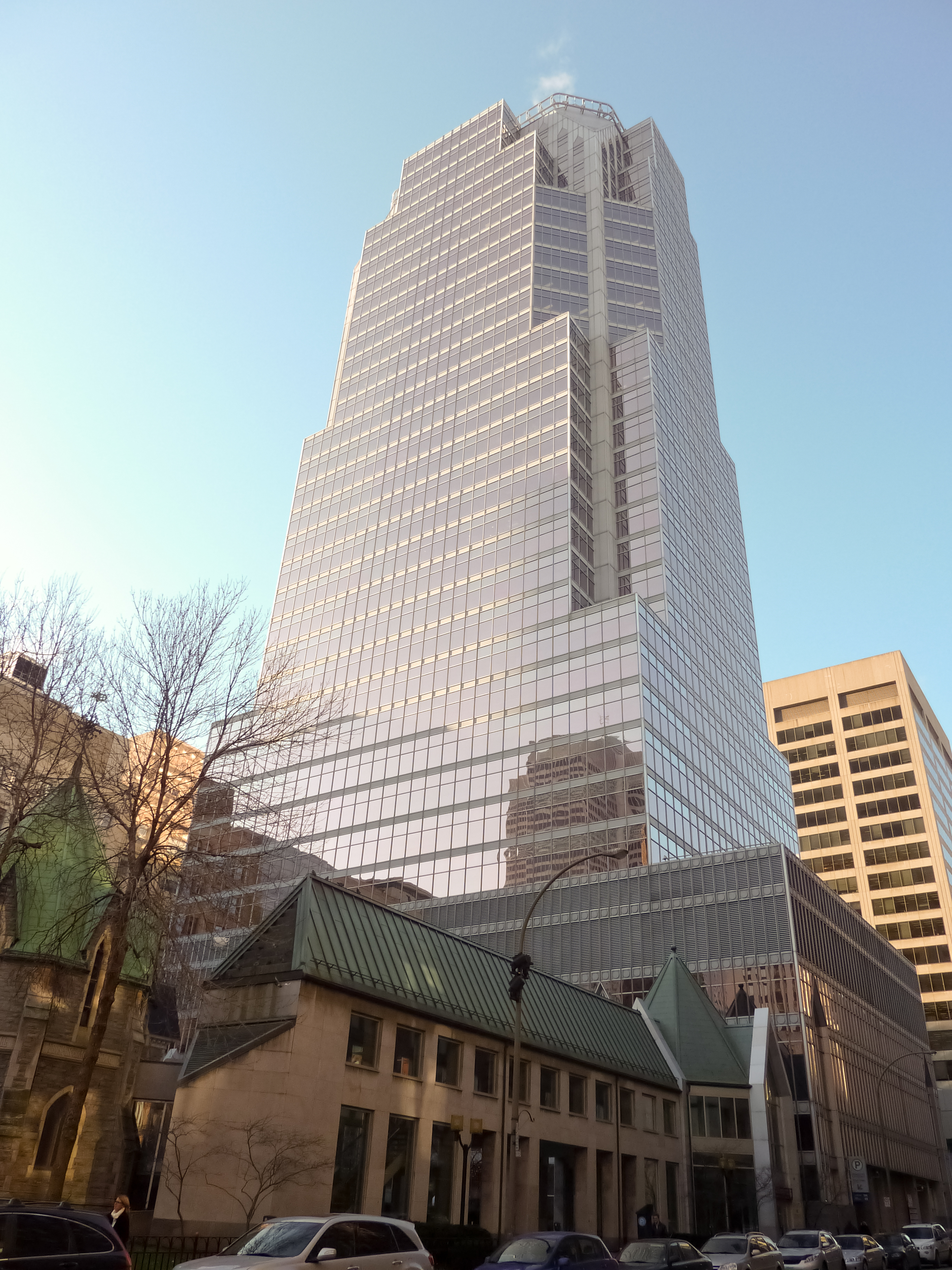
Офис в Монреале
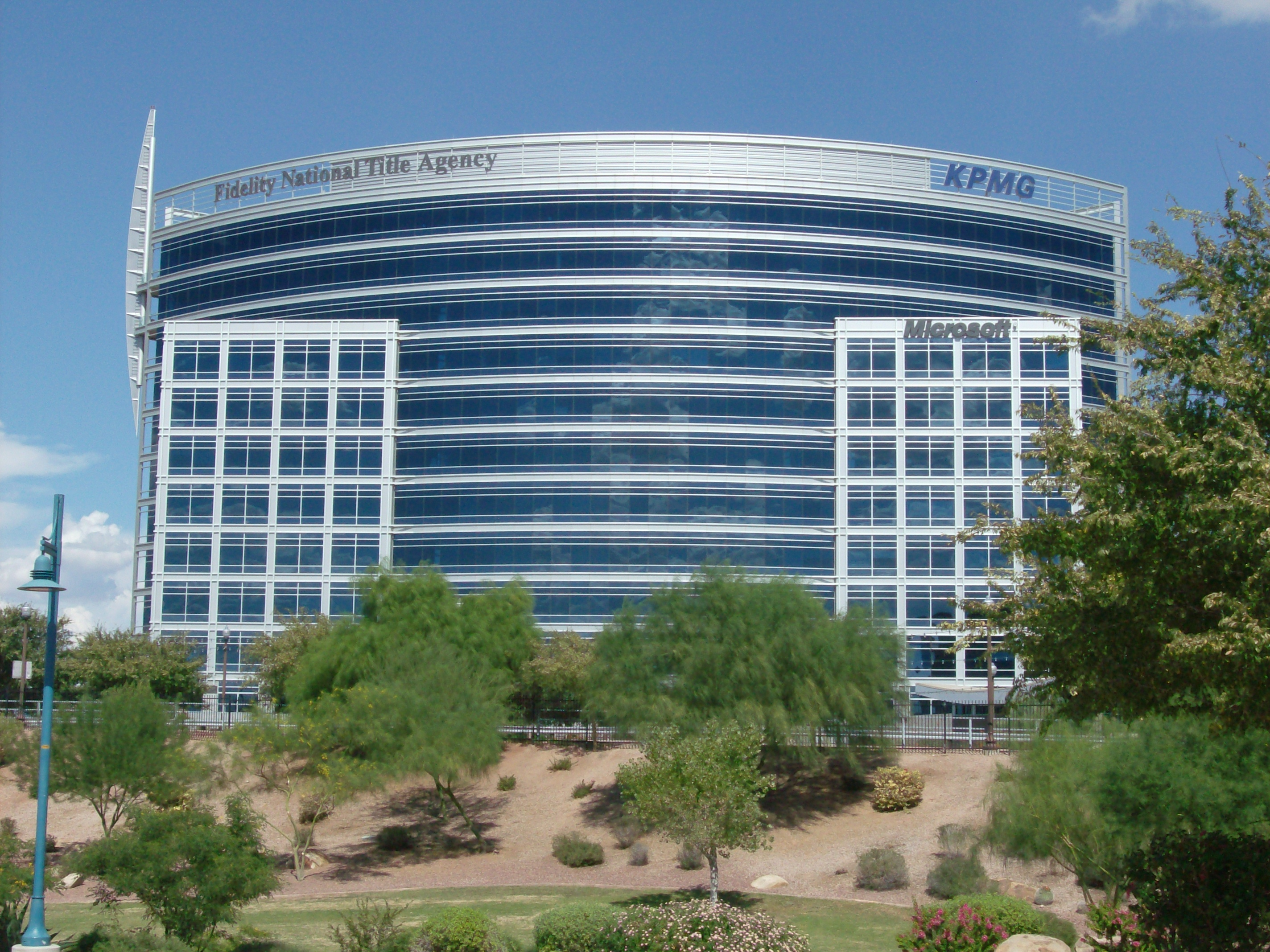
Офис в Аризоне
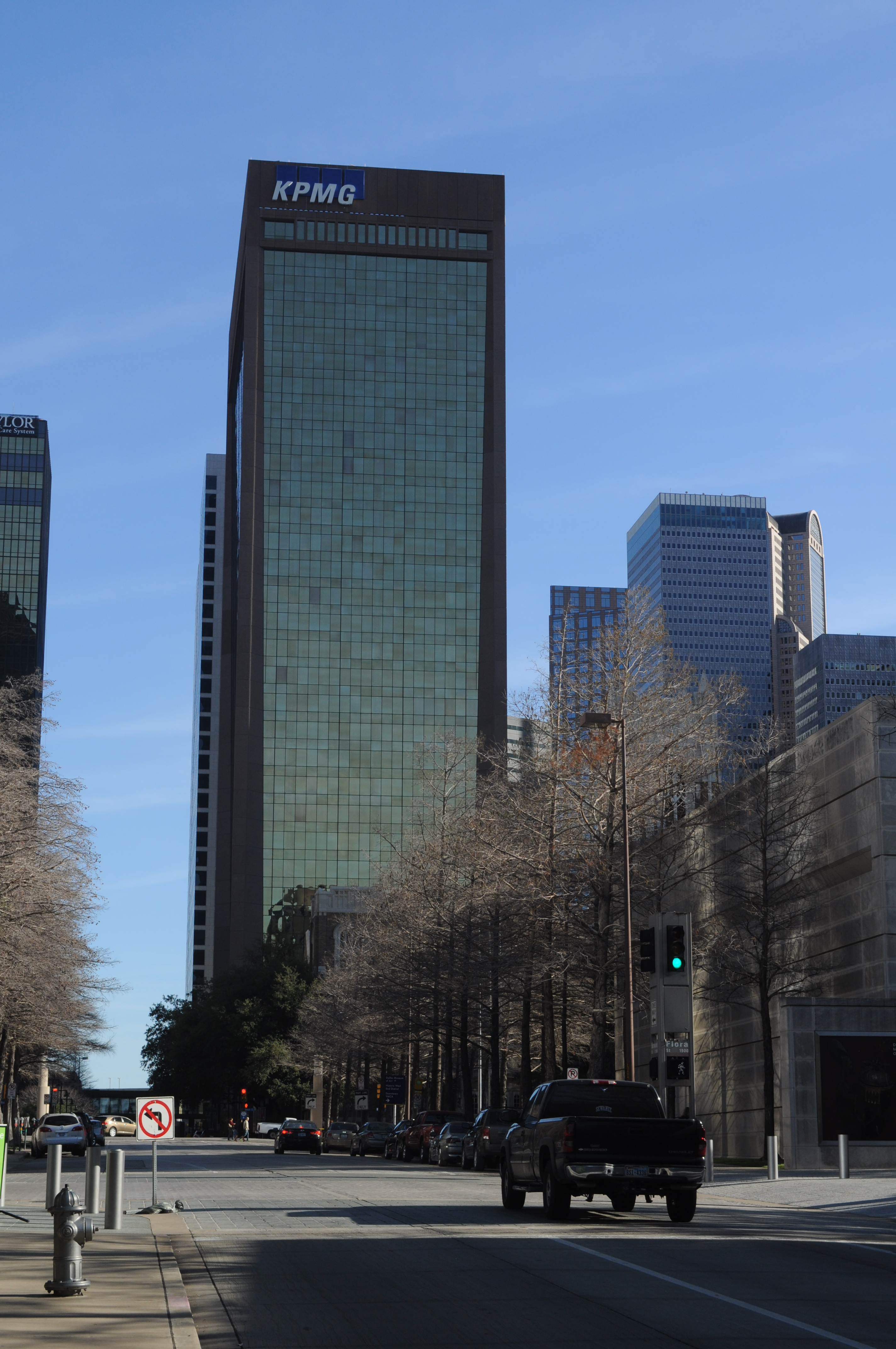
Офис в Далласе
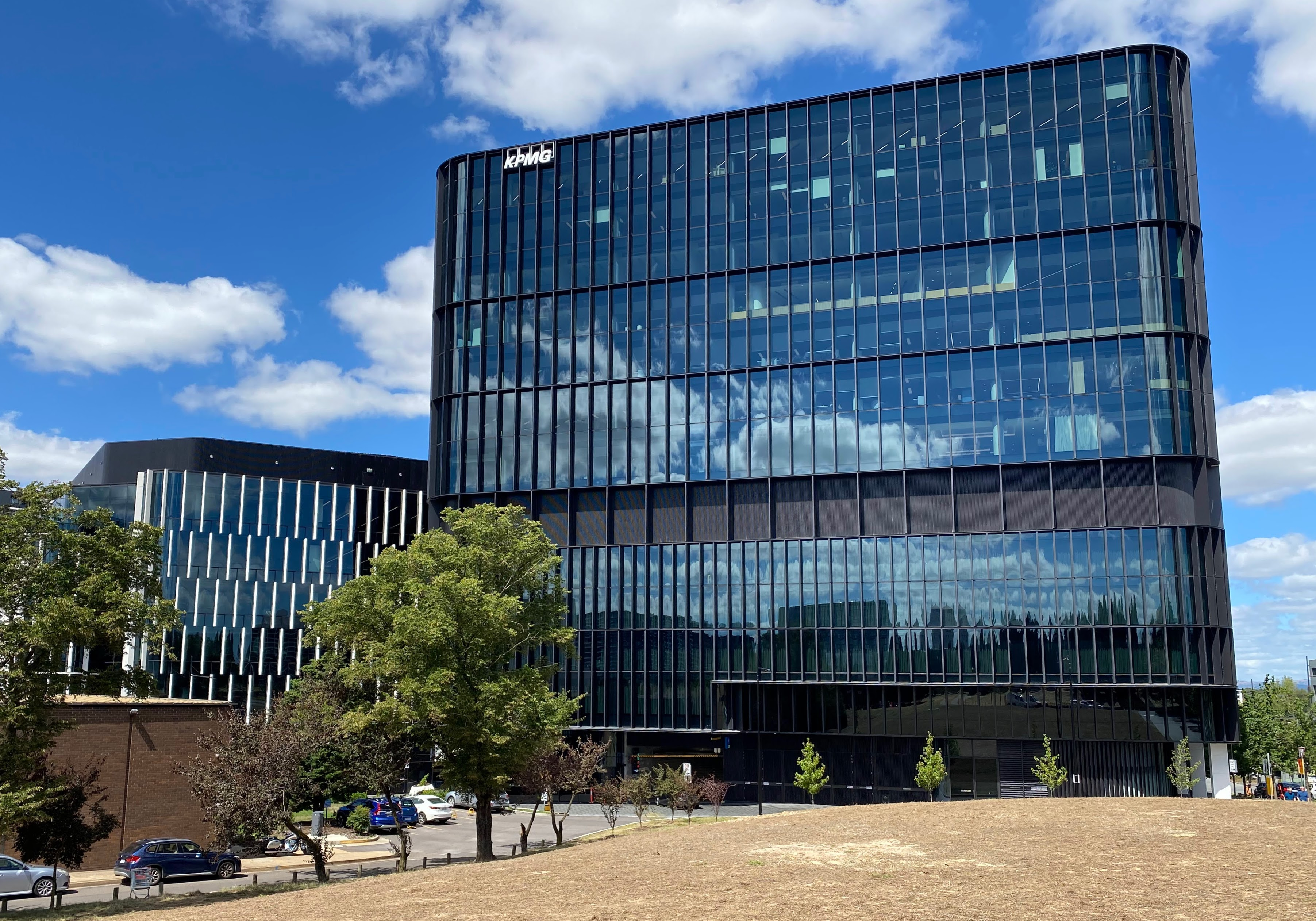
Офис в Канберре
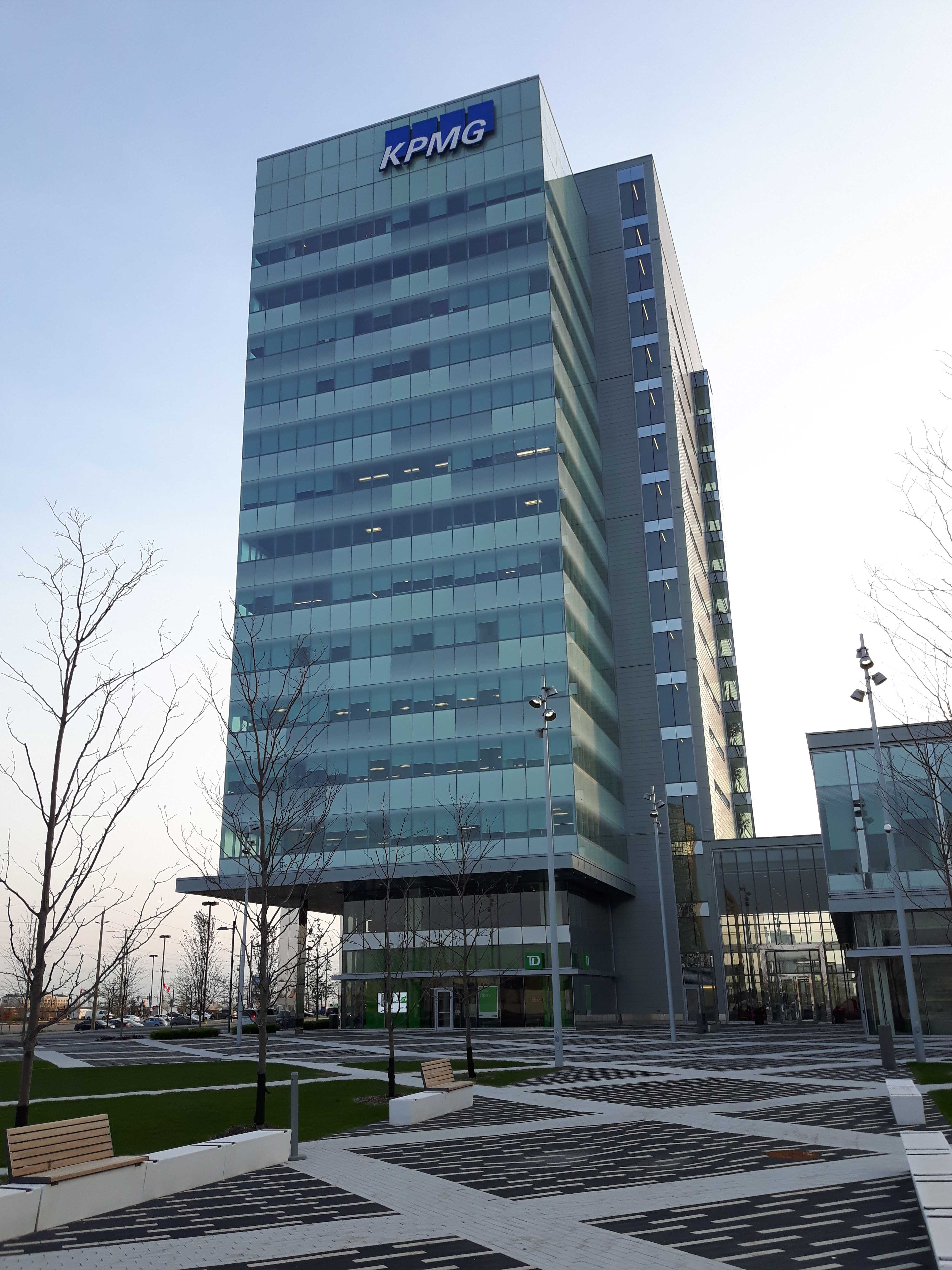
Офис в Онтарио

### Финансовые показатели
Данные о размере выручки и количестве сотрудников:
|                   | 2010  | 2011  | 2012  | 2013  | 2014  | 2015  | 2016  | 2017  | 2018  | 2019  | 2020  | 2021  | 2022  | 2023  | 2024  |
| ----------------- | ----- | ----- | ----- | ----- | ----- | ----- | ----- | ----- | ----- | ----- | ----- | ----- | ----- | ----- | ----- |
| Выручка, млрд $   | 20,63 | 22,71 | 23,03 | 23,42 | 24,82 | 24,44 | 25,42 | 26,4  | 28,96 | 29,75 | 29,22 | 32,13 | 34,64 | 36,4  | 38,4  |
| Сотрудников, тыс. | 137,8 | 144,7 | 152,4 | 155,2 | 162   | 174   | 189   | 197,3 | 207,1 | 219,3 | 226,9 | 236,3 | 265,6 | 273,4 | 275,3 |

### KPMG в России и СНГ
KPMG в странах СНГ с 2009 по 2022 год имела отделения в Армении, Азербайджане, Беларуси, Грузии, Казахстане, Кыргызстане, России, Узбекистане и на Украине. Грузия в 2009 году вышла из состава СНГ, но в структуре KPMG офис в Тбилиси продолжал относиться к этому подразделению. Бакинский офис был открыт в 1998 году, однако в 2009 году закрылся. В сентябре 2011 года компания KPMG Азербайджан была вновь открыта. Несмотря на то что Беларусь и Молдова являются членами СНГ, офис KPMG в Минске лишь в 2017 году перешёл в состав KPMG в России и СНГ, а офис в Кишинёве по-прежнему относится к подразделению KPMG в Центральной и Восточной Европе. Общая численность сотрудников подразделения KPMG в России и СНГ составляла более 3800 человек.
В России у компании АО «КПМГ» имелся центральный офис в Москве, региональные центры в Санкт-Петербурге, Нижнем Новгороде, Екатеринбурге, Новосибирске, Ростове-на-Дону и офисы в Казани, Красноярске, Перми, Воронеже, Владивостоке, Южно-Сахалинске и Уфе. Клиентами компании являлись крупнейшие организации России. Выручка подразделения KPMG в России и СНГ в 2011 финансовом году составила 10,5 млрд р. Главой KPMG в России и СНГ являлся Олег Гощанский.
В 2011 финансовом году общий рост бизнеса KPMG в России и СНГ составил 16 %. По оценкам агентства Эксперт РА, аудиторский бизнес KPMG является крупнейшим в России с 2009 года, в 2011 году KPMG являлась крупнейшей аудиторско-консалтинговой компанией России, однако, в следующем году первое место с таким же результатом получила PwC.
В 2022 году руководство сети KPMG исключило фирмы, зарегистрированные в России и Беларуси, из состава сети, лишив их права применять бренд «KPMG». Руководство KPMG объяснило, что причиной этого решения стали военные действия правительства России на Украине, противоречащие целям и ценностям кооператива, сделавшие невозможной работу сотрудников в России и Беларуси и на которые кооператив считает себя обязанным отреагировать «следуя примеру других транснациональных компаний». В связи с этим руководство фирмы в России сменило название на АО «КЭПТ» и все материалы сайта KPMG в России и СНГ были удалены. КПМГ на Украине вошла в объединение с KPMG в Центральной и Восточной Европе, а КПМГ в Казахстане, Центральной Азии и на Кавказе выделена в отдельную группу компаний.
После выхода из сети KPMG практика партнёров в РФ сохраняется в полном объёме, отныне работая под новым названием «Kept».

## Название и бренд
Аббревиатура в названии компании состоит из первых букв фамилий основателей независимых бухгалтерских фирм, вошедших в состав KPMG:
- Пит Клейнвелд — основал бухгалтерскую фирму Klynveld Kraayenhof & Co. в Амстердаме в 1917 году.
- Уильям Баркли Пит — в 1870 году начал работать в лондонской бухгалтерской фирме, которая позже стала называться William Barclay Peat & Co.
- Джеймс Мэрик — один из основателей бухгалтерской фирмы Marwick, Mitchell & Co. в Нью-Йорке в 1897 году.
- Райнхард Гёрделер — председатель германской бухгалтерской фирмы Deutsche Treuhandgesellschaft (DTG), а в дальнейшем — и KPMG.

## Критика
В 2003 году против KPMG в США были выдвинуты обвинения в разработке и продвижении клиентам схем по уклонению от уплаты налогов. В августе 2005 года KPMG признала вину и согласилась уплатить 456 млн долларов для прекращения дела; в начале 2007 года, по окончании испытательного срока, обвинения были сняты. В 2011 году Налоговое управление США раскрыло одну схем, разработанных KPMG: в 2004 году корпорация Microsoft «продала» права на интеллектуальную собственность своей дочерней компании, зарегистрированной в Пуэрто-Рико, в то же время с местными властями было достигнуто соглашение о налоговой ставке для этой компании близкой к нулю; эта схема позволила Microsoft сэкономить на уплате налогов по крайней мере 39 млрд долларов. Обвинения в содействии уклонению от уплаты налогов выдвигались также в Канаде.
В декабре 2008 года стало известно, что 2,37 млрд долларов в двух фондах группы Tremont, которую аудировала KPMG, было вложено в «пирамиду» Мейдоффа.
В 2017 году несколько членов высшего руководства южноафриканской фирмы KPMG SA подали в отставку после коррупционного скандала, связанного с компаниями семьи Гупта в ЮАР; KPMG SA оказывала этим компаниям аудиторские и консультационные услуги с 2002 года.
Фирмы сети KPMG неоднократно были оштрафованы за небрежное проведение финансового аудита. Британский филиал KPMG был аудитором банка HBOS, который обанкротился в 2008 году. В 2021 году выборочная проверка аудиторских заключений британского филиала KPMG показала, что только 59 % из них не нуждаются в серьёзных исправлениях, худший показатель из 7 крупнейших аудиторских фирм Великобритании. В 2022 году фирма была оштрафована на £14,5 млн за небрежность при аудите строительной компании Carillion, которая обанкротилась в 2018 году; в октябре 2023 года, когда было установлено, что сотрудники KPMG вводили следствие в заблуждение, с фирмы был взыскан ещё £21 млн; это стало рекордным штрафом в истории британского финансового аудита. Весной 2023 года в США обанкротились 3 средних банка (Signature Bank, First Republic Bank и Silicon Valley Bank), у всех трёх аудитором была фирма KPMG. Другие случаи небрежного аудита были связаны с компаниями Rite Aid и Oxford Health Plans (2003 год, штраф в сумме $200 млн), Lernout & Hauspie (2004 год, штраф $115 млн), New Century Financial (2008 год, штраф $80 млн), Miller Energy Resources (2017 год, штраф $6,2 млн), China Forestry (2018 год, штраф HK$650 млн), Britannia Building Society (2019 год, штраф £5 млн), 1Malaysia Development Berhad (2022 год, штраф $111 млн), The Abraaj Group (2023 год, штраф $231 млн), VBS Mutual Bank (2024 год, штраф $27 млн).